# Norman (imię)
Norman – imię męskie pochodzenia germańskiego. Wywodzi się od słowa northman oznaczającego „człowieka z północy” i odnoszącego się do wikingów.
Norman imieniny obchodzi 6 stycznia i 9 czerwca.
Znane osoby o imieniu Norman:
- Norman Davies
- Norman Kwong
- Norman Reedus
- Norman Schwarzkopf

Por.:
- Normanowie
- Norma